# プラナス
プラナス株式会社（英: PLANUS INC.）は、東京都千代田区に本社を置く、企業の研究施設や本社を中心に設計する日本の一級建築士事務所である。

## 概要
”デザインの力でクライアントのイノベーションに貢献する”という企業ミッションのもと主に製薬・化学・食品・化粧品メーカーなどの研究所や本社の建築設計及び監理の業務から研究者のモチベーションデザインからブランドデザインなどイノベーションに関するさまざま課題にデザインソリューションを提供する企業。設立以来、研究所・本社機能の設計に特化し、これまでに100件超の実績を有するため、”イノベーションを創出する場”づくりに関する技術・情報量や提供するサービスの深さは業界でも常に高い評価を受けている。代表である林正剛は米国建築家であるKORNBERG ASSOCIATES  ARCHITECTSのケンコーンバークに師事し、日本の代表事務所を設立した経緯がある。また各イベントや企業などでの講演会を通じて日本の研究環境の改善活動など行っている。

## 近年の主な作品
- 広栄化学工業 研究所棟（2009）
- つくば臨床検査教育・研究センター（2010）
- ハーバー研究所（2011）
- 国立長寿医療研究センター（2011）
- 東京理科大学 器官再生工学プロジェクト研究棟（2012）
- あすか製薬 新品質管理棟（2013）
- 大日本住友製薬 新化学研究棟（2013）
- 筑波大学 国際統合睡眠医科学研究棟（2015）
- 九州大学 共進化システムイノベーション研究棟（2015）
- 食品分析開発センターサナテック 新分析棟（2014）
- 池田模範堂 ムヒスキンリサーチセンター（2014）※日経ニューオフィス推進賞・富山県建築賞入選
- 日清食品ホールディングス 究理棟 (2015)
- アリミノ 総合研究所 (2016)
- オリエンタル技研工業 プロダクションセンター(2016)※DSA日本空間デザイン賞入選
- イチネンケミカルズ 研究開発センター（2017）
- 赤城乳業 本社・R&D Future Labo (2018)※DSA日本空間デザイン賞入選
- 住友化学 健康・農業関連事業研究所 ケミストリーリサーチセンター(2018)
- 日本エア・リキード 東京イノベーションキャンパス(2018)※すかまち街景観デザイン賞大賞

## 講演
- 「イノベーションの生まれるところを目指すと失敗する!?」( 2016 ) インターフェックスジャパン、各企業、他
- 「恋する研究所」( 2017 )  インターフェックスジャパン、各企業、他
- 「イノベーションはエモくてオルタナな環境から！？」（2018）インターフェックスジャパン